# Rocs de la Mitxella
Els Rocs de la Mitxella és una serra situada al municipi de les Valls de Valira a la comarca de l'Alt Urgell, amb una elevació màxima de 1.049 metres.